# Superior (Nebraska)
Pour les articles homonymes, voir Superior.
La ville de Superior est située dans le comté de Nuckolls, dans l’État du Nebraska, aux États-Unis. Lors du recensement de 2010, sa population s’élevait à 1 957 habitants.

## Source
- (en) Cet article est partiellement ou en totalité issu de l’article de Wikipédia en anglais intitulé « Superior, Nebraska » (voir la liste des auteurs).